# Jordan Chiles
Jordan Chiles   (Tualatin, 15 d'abril de 2001) és una gimnasta artística estatunidenca. Va representar els Estats Units als Jocs Olímpics d'estiu de 2020 i 2024 i va guanyar una medalla de plata i or respectivament a la competició per equips. Va ser membre de l'equip que va guanyar l'or al Campionat del Món de 2022. Individualment, és la medallista de plata de salt i terra. És membre de l'equip nacional de gimnàstica femení dels Estats Units des del 2013.

## Vida personal
Jordan Lucella Elizabeth Chiles va néixer a Tualatin, Oregon, el 15 d'abril de 2001, filla de Timothy i Gina Chiles. Va rebre el nom pel jugador de bàsquet estatunidenc Michael Jordan. Té quatre germans: Jazmin, Jade, Tajmen i Tyrus. Va créixer a Vancouver, Washington, però es va traslladar a Spring, Texas el 2019 per entrenar al costat de la seva companya gimnasta i campiona olímpica Simone Biles al World Champions Center.

## Carrera júnior
Chiles va fer el seu debut d'elit al Clàssic Americà de 2013 on va guanyar la medalla de bronze en l'exercici complet darrere d'Ariana Agrapides i Laurie Hernández i la medalla de plata al salt darrere de Felicia Hano. Al Campionat Nacional de 2013, Chiles va acabar onzena en la classificació general amb una puntuació total de 108.050, i també va acabar sisena al salt. Va ser seleccionada per formar part de l'equip nacional júnior.
Chiles va fer el seu debut internacional al City of Jesolo. Va guanyar la medalla d'or amb l'equip i va acabar sisena a l'exercici complet. En les finals d'aparells, va quedar segona en salt darrera la seva companya d'equip Bailie Key. Al Campionat Nacional va quedar quarta a l'exercici complet. Va guanyar les medalles de bronze tant al salt com a l'exercici de terra. Va ser escollida novament per formar part de l'equip nacional júnior.
Després d'una dura competició, Chiles va quedar vuitena a la classificació general al Clàssic dels Estats Units de 2015. Va empatar amb Jazmyn Foberg per la medalla de bronze a les barres asimètriques. Va acabar quarta en el conjunt i va guanyar la medalla d'or al salt al Campionat Nacional dels Estats Units de 2015 i va tornar a ser seleccionada per a l'equip nacional júnior.
Chiles va competir a l'International Gymnix 2016 a Mont-real al costat d' Emma Malabuyo, Gabby Perea i Deanne Soza, i van guanyar la medalla d'or a la competició per equips júnior. Aleshores, Chiles va guanyar la medalla d'or a la final de l'aparell de salt. Després va guanyar el títol general juvenil al Trofeu Ciutat de Jesolo 2016. A les finals d'aparells, va guanyar la medalla d'or al salt, va empatar amb Emma Malabuyo per la medalla de plata a les barres asimètriques, va acabar cinquena a la barra d'equilibri i vuitena a l'exercici de terra. Al US Classic de 2016, va acabar quarta en l'exercici complet i va guanyar la medalla d'or al salt.

### 2017
Va fer el seu debut senior a l'American Classic on només va competir a les barres asimètriques i la barra d'equilibri i va acabar quarta i cinquena, respectivament. Al US Classic, va acabar cinquena a l'exercici complet. A l'agost, Chiles va competir al Campionat Nacional dels Estats Units on va quedar segona a l'exercici complet darrere de Ragan Smith, a més d'un quart lloc a la barra d'equilibri. Al setembre, Chiles va ser seleccionada com a suplent per al Campionat del Món.

### 2018
El 18 de març, Chiles va fer el seu debut internacional sènior a la Copa del Món d'Stuttgart on va quedar tercera darrere de Jin Zhang de la Xina i Elisabeth Seitz d'Alemanya, amb les puntuacions més altes de la competició a salt i terra. El 8 d'abril, Chiles va ser nomenada a l'equip per competir al Campionat Pacific Rim. Allà va guanyar l'or per equips, així com l'or a salt i terra i el bronze a la barra d'equilibri.
A l'agost, Chiles va competir al Campionat Nacional on es va situar onzena en la prova general i segona a la salt darrere de Simone Biles. També es va col·locar desena en barres asimètriques, catorzena en barra d'equilibri i vint-i-unena en exercici de terra. No va ser nomenada a la selecció sènior. Va rebre el reconeixement dels mitjans per competir en un uniforme inspirat en Wonder Woman. A l'octubre, Chiles va participar en les proves de selecció per al Mundial. Durant la competició, es va col·locar tercera al salt per darrere de Biles i Shilese Jones, setena en l'exercici complet i en barra d'equilibri, i sisena en barres asimètriques i exercici de terra. Tot i que no va formar part de la selecció pel mundial, es va incorporar a la selecció 2018-2019.
Al novembre, Chiles va signar la seva Carta Nacional d'Intenció amb UCLA, ajornant-se fins després dels Jocs Olímpics de 2020 i inicialment planejant començar el curs escolar 2020-2021.

### 2019-20
Al juny, es va revelar que Chiles havia canviat de gimnàs, deixant Naydenov Gymnastics a la seva ciutat natal de Vancouver, Washington i traslladant-se a Spring, Texas per entrenar al World Champions Center, el mateix gimnàs on entrena Simone Biles.
S'esperava que Chiles competís a l'American Classic. Tanmateix, dies abans de la competició, es va retirar. Al Clàssic dels Estats Units del 2019 al juliol, Chiles va acabar onzena en l'exercici complet amb una puntuació de 54.650. També va empatar vuitena a les barres asimètriques amb Leanne Wong, es va col·locar dotzena a la barra d'equilibri i va empatar en la setzena plaça a l'exercici de terra amb Sloane Blakely. Al Campionat Nacional dels Estats Units del 2019 a l'agost, Chiles va realitzar les vuit rutines sense caure per ocupar la sisena posició en l'exercici complet. També va acabar setena en barres asimètriques, empatada amb Riley McCusker, va quedar dotzena a la barra d'equilibri i setena a l'exercici de terra. Com a resultat, va ser nomenada a la selecció nacional.
Al setembre, Chiles va participar del torneig de selecció per al Campionat del Món de 2019 i es va classificar onzena amb una puntuació de 53.400, després de caure al seu segon salt (Amanar) i a l'exercici de terra, i no va ser nomenada per a l'equip del Campionat del Món. Chiles no va competir en absolut durant la temporada 2020 a causa de la pandèmia de COVID-19 als Estats Units.

### 2021
Al febrer, Chiles es va convertir en la primera campiona femenina de la Copa d'hivern. També va acabar primera en exercici de salt i terra, segona en barra d'equilibri i quarta en barres asimètriques. Al maig, Chiles va quedar segona a la classificació general del clàssic nord-americà darrere de la seva companya d'equip Simone Biles. També va acabar segona en barres asimètriques, quarta en barra d'equilibri i segona en exercici de terra. Al juny, Chiles va quedar tercera en la classificació general al Campionat Nacional de Gimnàstica dels EUA darrere de Simone Biles i Sunisa Lee. També va acabar tercera al salt. Com a resultat, va ser nomenada a l'equip nacional i seleccionada per competir a les proves olímpiques.
A les proves olímpiques, Chiles va acabar tercera, una vegada més darrere de Biles i Lee, i va ser nomenada a l'equip olímpic al costat de Biles, Lee i Grace McCallum. Chiles va ser l'únic membre de l'equip nord-americà que va completar sense errors totes les rutines que va competir durant la temporada prèvia als Jocs Olímpics; d'un total de 24 rutines, no va caure ni una sola vegada.
Als Jocs Olímpics, Chiles va fer l'exercici complet en les classificacions. Va acabar 40a després de patir dificultats en múltiples esdeveniments: en barres asimètriques va fregar els peus a terra durant una transició entre les barres, incorrent en una penalització equivalent a la d'una caiguda; a la barra d'equilibri va caure sobre la seva sèrie acrobàtica i va posar les mans al desmuntar. La seva actuació va ajudar a classificar l'equip nord-americà per a la final per equips en segon lloc darrere del Comitè Olímpic Rus.
Durant la final per equips, Chiles anava a competir només en els exercicis de salt i terra. No obstant això, Simone Biles es va retirar de la competició després de la primera rotació i Chiles la va substituir en barres asimètriques i barra d'equilibri. Va assolir ambdues rutines tot i no haver-se preparat per a cap, però va caure en la seva tercera diagonal a l'exercici de terra. Els Estats Units van guanyar la medalla de plata, quedant segons darrere de les gimnastes russes.

### 2022
A l'agost Chiles va competir al Campionat Nacional. Va acabar tercera en el tot per darrere de Konnor McClain i Shilese Jones. Al setembre, Chiles va competir a la Copa Mundial Challenge de París; només va competir en salt, barres asimètriques i exercici de terra. Es va classificar per a les tres finals d'aparells. Durant les finals d'aparells va guanyar l'or a l'exercici de terra, la plata al salt darrere de la seva companya d'equip Jade Carey i va quedar cinquena en barres asimètriques.
A l'octubre, Chiles va ser seleccionada per a competir al Campionat del Món de 2022 al costat de Skye Blakely, Jade Carey, Shilese Jones i Leanne Wong. Durant la ronda de classificació, Chiles va ajudar els EUA a classificar-se per a la final per equips en primer lloc. Individualment es va classificar per a les finals de salt i terra. Tot i que va registrar la dotzena puntuació més alta, no va passar a la final pel límit de dues per país, ja que les seves companyes Jones i Carey van tenir millor puntuació. Durant la final per equips, Chiles va aportar puntuacions als quatre aparells, ajudant als EUA a guanyar la seva sisena medalla d'or consecutiva per equips En el primer dia de la final d'aparells, Chiles va guanyar la plata al salt darrere del seu compatriota Carey. L'últim dia de competició va guanyar la plata a l'exercici de terra darrere de la britànica Jessica Gadirova.

### 2023
Al setembre, Chiles va ser nomenada a l'equip per competir als Jocs Panamericans de 2023 al costat de Kayla DiCello, Kaliya Lincoln, Zoe Miller i Tiana Sumanasekera. Allà va ajudar els EUA a guanyar l'or per equips per davant del Brasil. Individualment, Chiles va guanyar el bronze en la prova general per darrere de DiCello i Flávia Saraiva i la plata en salt darrere de Rebeca Andrade.

### 2024
Chiles va començar la temporada competint al Core Hydration Classic on es va situar tercera en la classificació general darrere de Simone Biles i Shilese Jones. Al Campionat Nacional, Chiles es va situar cinquena en el conjunt i segona en barres asimètriques darrere de Biles. Com a resultat, es va classificar per a les properes proves olímpiques.
A les proves olímpiques, Chiles va acabar tercera en la prova general, així com en barres asimètriques i exercici de terra, i segona en salt. Com a resultat, va ser seleccionada per representar els Estats Units als Jocs Olímpics d'estiu de 2024 al costat de Biles, Jade Carey, Sunisa Lee i Hezly Rivera.
Durant els Gimnàstica als Jocs Olímpics d'estiu de 2024, a la ronda de qualificació, Chiles va competir en els quatre aparells ajudant l'equip a classificar-se en primera posició. Individualment va acabar en quarta posició, però no es va poder classificar entre les 24 gimnastes per a la final de l'exercici complet per la norma de dos per equip, amb Biles primera i Lee en tercera posició. A més va acabar quarta en el salt, però tampoc es va poder classificar amb Biles i Carey en posicions superiors. Chiles es va classificar tercera per a l'exercici de terra. A la final per equips, Chiles va contribuir en tots els aparells per ajudar els Estats Units a conseguir la seva quarta medalla d'or per equips en gimnàstica artística femenina. Chiles va competir la darrera a l'exercici de terra. Tot i que la puntuació inicial de Chiles no era prou alta com per guanyar una medalla, els jutges van ajustar la seva puntuació després d'una apel·lació de l'entrenador de Chiles després de determinar que la puntuació de dificultat de Chiles no s'havia introduït amb precisió. La puntuació revisada de Chiles la va situar en tercer lloc, guanyant una medalla de bronze. La Federació Romanesa de Gimnàstica va apel·lar aquesta decisió davant el Tribunal d'Arbitratge de l'Esport, que va dictaminar que l'entrenador de Chiles havia fet la apel·lació fora del minut permès (concretament, amb quatre segons de retard). En resposta a la sentència, la Federació Internacional de Gimnàstica va restablir la puntuació inicial de Chiles, que la situava en cinquè lloc, i va reincorporar la gimnasta romanesa Ana Bărbosu al tercer lloc. La Federació Internacional de Gimnàstica no li va prendre a Chiles la seva medalla de bronze, assenyalant que la reassignació de medalles seria responsabilitat del Comitè Olímpic Internacional, més que de la Federació.
L'11 d'agost, el Comitè Olímpic Internacional va anunciar que la medalla de bronze en l'exercici de terra s'atorgava a Bărbosu, deixant així a Chiles sense la medalla olímpica individual.

## Història competitiva
| Any    | Esdeveniment               | Equip  | Indiv. | Salt   | Asim.  | Equil. | Terra  |
| Junior | Junior                     | Junior | Junior | Junior | Junior | Junior | Junior |
| ------ | -------------------------- | ------ | ------ | ------ | ------ | ------ | ------ |
| 2013   | American Classic           |        | 3      | 2      | 4      | 5      | 8      |
| 2013   | Campionat Nacional         |        | 11     | 6      | 14     | 18     | 19     |
| 2014   | City of Jesolo             | 1      | 6      | 2      |        |        |        |
| 2014   | U.S. Classic               |        | 1      | 1      | 4      | 4      | 6      |
| 2014   | Campionat Nacional         |        | 4      | 3      | 21     | 10     | 3      |
| 2015   | U.S. Classic               |        | 8      | 6      | 3      |        |        |
| 2015   | Campionat Nacional         |        | 4      | 1      | 4      | 15     | 11     |
| 2016   | International Gymnix       | 1      | 7      | 1      |        |        |        |
| 2016   | City of Jesolo Trophy      |        | 1      | 1      | 2      | 5      | 8      |
| 2016   | U.S. Classic               |        | 4      | 1      | 6      |        |        |
| Senior |                            |        |        |        |        |        |        |
| 2017   | American Classic           |        |        |        | 4      | 5      |        |
| 2017   | U.S. Classic               |        | 6      |        |        | 5      |        |
| 2017   | Campionat Nacional         |        | 2      |        | 7      | 4      | 8      |
| 2018   | Stuttgart World Cup        |        | 3      |        |        |        |        |
| 2018   | Pacific                    | 1      |        | 1      |        | 3      | 1      |
| 2018   | U.S. Classic               |        | 8      | 2      | 8      | 17     | 6      |
| 2018   | Campionat Nacional         |        | 11     | 2      | 10     | 14     | 21     |
| 2018   | Worlds Team Selection Camp |        | 7      | 3      | 6      | 7      | 6      |
| 2019   | U.S. Classic               |        | 11     |        | 8      | 12     | 16     |
| 2019   | Campionat Nacional         |        | 6      |        | 7      | 12     | 7      |
| 2019   | Worlds Team Selection Camp |        | 11     | 12     | 4      | 11     | 9      |
| 2021   | WOGA Classic               |        | 1      |        |        |        |        |
| 2021   | Winter Cup                 |        | 1      | 1      | 4      | 2      | 1      |
| 2021   | U.S. Classic               |        | 2      |        | 2      | 4      | 2      |
| 2021   | Campionat Nacional         |        | 3      | 3      | 4      | 4      | 4      |
| 2021   | Olympic Trials             |        | 3      |        | 2      | 4      | 3      |
| 2021   | Jocs Olímpics              | 2      |        |        |        |        |        |
| 2022   | Campionat Nacional         |        | 3      |        | 3      | 4      | 3      |
| 2022   | Paris Challenge Cup        |        |        | 2      | 5      |        | 1      |
| 2022   | Mundial                    | 1      |        | 2      |        |        | 2      |
| 2023   | U.S. Classic               |        |        |        | 4      | 13     |        |
| 2023   | Campionat Nacional         |        | 5      |        | 8      | 18     | 6      |
| 2023   | Jocs Panamericans          | 1      | 3      | 2      | 7      |        |        |
| 2024   | U.S. Classic               |        | 3      |        | 3      | 7      | 7      |
| 2024   | Campionat Nacional         |        | 5      | 4      | 2      | 16     | 9      |
| 2024   | Olympic Trials             |        | 3      | 2      | 3      | 11     | 3      |
| 2024   | Jocs Olímpics              | 1      |        |        |        |        | 5      |
| NCAA   |                            |        |        |        |        |        |        |
| 2022   | PAC-12                     | 4      | 7      | 12     | 11     | 21     | 10     |
| 2022   | NCAA                       |        |        |        | 52     |        |        |
| 2023   | PAC-12                     | 2      | 13     |        | 1      |        | 1      |
| 2023   | NCAA                       | 5      | 2      | 5      | 1      | 41     | 1      |

## Filmografia
| Any  | Títol              | Rol          | Notes                  |
| ---- | ------------------ | ------------ | ---------------------- |
| 2023 | Bunk'd             | Ella mateixa | Episodi: "Coop D'etat" |
| 2024 | The Tiny Chef Show | Ella mateixa | Episodi: "Donuts"      |